# Neoporus striatopunctatus
Neoporus striatopunctatus is een keversoort uit de familie waterroofkevers (Dytiscidae). De wetenschappelijke naam van de soort is voor het eerst geldig gepubliceerd in 1844 door F.E.Melsheimer.